# Liptena ouesso
Liptena ouesso är en fjärilsart som beskrevs av Henry Stempffer 1974. Liptena ouesso ingår i släktet Liptena och familjen juvelvingar. Inga underarter finns listade i Catalogue of Life.